# Acacia holotricha
Acacia holotricha är en ärtväxtart som beskrevs av Leslie Pedley. Acacia holotricha ingår i släktet akacior, och familjen ärtväxter. Inga underarter finns listade i Catalogue of Life.